# فارنهایت
|                                                                                         | از فارنهایت               | به فارنهایت                 |
| --------------------------------------------------------------------------------------- | ------------------------- | --------------------------- |
| سلسیوس                                                                                  | [°C] = [K] − ۲۷۳٫۱۵       | [K] = [°C] + ۲۷۳٫۱۵         |
| فارنهایت                                                                                | [°F] = [K] × 9⁄5 − ۴۵۹٫۶۷ | [K] = ([°F] + ۴۵۹٫۶۷) × ۵⁄۹ |
| رانکین                                                                                  | [°R] = [K] × ۹⁄۵          | [K] = [°R] × ۵⁄۹            |
| برای فاصله دمایی نه یک دمای خاص ۱ K = ۱°C = ۹⁄۵°F = ۹⁄۵°R مقایسه دما در مقیاس‌های متفاوت |                           |                             |

کشورهایی که از فارنهایت استفاده می‌کنند
کشورهایی که از هردو واحد فارنهایت و سیلسیوس استفاده میکنند
کشورهایی که از سلسیوس استفاده می‌کنند

فارنهایت (به آلمانی: Fahrenheit) مقیاسی برای سنجش دما است 
که در ایالات متحده آمریکا کاربرد دارد.
در درجه‌بندی فارنهایت مایع دماسنجی جیوه اختیار می‌شود. نقطه پایینی دمای مخلوط یخ و نشادر و حد بالای آن دمای بدن انسان سالم اختیار می‌شود و آن را عدد ۹۸٫۶ در نظر می‌گیرند و از صفر تا ۹۸٫۶ را به ۹۸٫۶ قسمت مساوی تقسیم می‌کنند و هر یک، یک درجه فارنهایت نامگذاری می‌شود. از مقیاس فارنهایت که هنوز هم در بعضی از کشورهای انگلیسی نیز استفاده می‌شود، در کارهای علمی استفاده نمی‌شود. بریتانیا در سال ۱۹۶۴ مقیاس سیلسیوس را برای استفاده‌های تجاری و نظامی پذیرفت.

## نقاط ثابت
- نقطهٔ ثابت پایینی (۳۲ درجهٔ فارنهایت): دمای ذوب یخ که برابر با ۰ درجهٔ سلسیوس است.
- نقطهٔ ثابت بالایی (۲۱۲ درجهٔ فارنهایت): دمای جوش آب خالص در فشار یک اتمسفر که برابر با ۱۰۰ درجه سلسیوس است.[۳]

## تاریخچه
این مقیاس به افتخار گابریل دانیل فارنهایت که دماسنج جیوه‌ای را اختراع کرد نامگذاری شده‌است. براساس مقاله‌ای که در ۱۷۲۶ توسط او نوشته شده، مقیاس او براساس سه نقطه پایه‌گذاری شده‌است. نقطه اول دمای مخلوط یک به یک آب و یخ و نشادر است که به عنوان صفر در نظر گرفته شده‌است. نقطه بعدی دمای مخلوط یک به یک آب خالص و یخ است و نقطه سوم دمای بدن انسان. فارنهایت بعد از مشاهده فاصله این نقاط از هم به این نتیجه رسید که فاصله نقطه ذوب یخ خالص و یخ با نشادر نصف فاصله نقطه ذوب یخ خالص از دمای بدن است. پس برای سادگی تقسیم‌بندی بین این نقاط فاصله‌ها را به دو مقدار ۳۲ قسمتی و ۶۴ قسمتی تقسیم نمود که با نصف کردن چند باره فاصله‌ها امکان پذیر است. پس در مقیاس او دمای ذوب یخ خالص برابر با ۳۲ و دمای بدن برابر با ۹۶ درجه(۶۴+۳۲) اندازه‌گیری شد.
فارنهایت مشاهده کرد که آب با این مقیاس در ۲۱۲ درجه به جوش می‌آید. بعدها دانشمندان در این مقیاس تغییراتی دادند تا نقطه ذوب یخ دقیقاً ۳۲ درجه و دمای جوش آن ۲۱۲ درجه در نظر گرفته شود و فاصله آنها ۱۸۰ واحد باشد. به خاطر همین تغییرات دمای بدن انسان در این مدل حدود ۹۸ درجه به دست آمد.

## فرمول تبدیل واحدها به یکدیگر
| سلسیوس | TC = (TF − ۳۲) / ۱٫۸     |
| سلسیوس | TF = (TC × ۱٫۸) + ۳۲     |
| کلوین  | TF =TK×۱٫۸ − ۴۵۹٫۶۷      |
| کلوین  | TK = (TF + ۴۵۹٫۶۷) / ۱٫۸ |
| رانکین | TR = TF + ۴۵۹٫۶۷         |
| رانکین | TF = TR − ۴۵۹٫۶۷         |